# Pont de Can Pairó
El Pont de Can Pairó és una obra de la Vall de Bianya (Garrotxa) inclosa a l'Inventari del Patrimoni Arquitectònic de Catalunya.

## Descripció
És un pont de tres arcs, és modern pla i de pedra i ciment amb baranes de ferro. Passa sobre la riera de Farró, afluent del Fluvià. Una mica després del Pont de la riera del Farró hi ha ca l'Enric o can Pairó.